# Sonora (kommun)
Sonora är en kommun i Brasilien.   Den ligger i delstaten Mato Grosso do Sul, i den centrala delen av landet, 700 km väster om huvudstaden Brasília. Antalet invånare är 14 867.
Omgivningarna runt Sonora är huvudsakligen savann. Runt Sonora är det mycket glesbefolkat, med 2 invånare per kvadratkilometer.